# دارکوب لکه‌سرخ
دارکوب لکه‌سرخ (نام علمی: Veniliornis affinis) گونه‌ای از پرندگان در زیرتیرهٔ Picinae از خانواده دارکوبان Picidae است. در بولیوی، برزیل، کلمبیا، اکوادور، پرو و ونزوئلا یافت می‌شود.